# Будинок на вулиці Коновальця, 44-А (Львів)
Будинок на вулиці Конова́льця, 44-А або кам'яниця Кароля Горнунга — житловий будинок у Франківському районі м. Львів, на вулиці Євгена Коновальця, 44-А. Розташований у буферній зоні ЮНЕСКО, проте пам'яткоохоронного статусу, на відміну від сусідніх будинків, не має.

## Історія
Будинок зведений у 1910—1911 (або 1910—1912) роках архітектором Юзефом Горнунгом.

### Ракетна атака на Львів 4 вересня 2024 року
4 вересня 2024 року російська армія атакувала Львів ракетами Х-47 «Кинджал» і шахедами. Внаслідок атаки пошкоджено 19 пам'яток архітектури у двох районах міста. Епіцентр одного з ударів був між будинками 44, 44-А і 46 на вулиці Коновальця, будинком № 13 на вулиці Кокорудза і будинком № 7 на вулиці Мельника. Будинок № 44-А зазнав значних ушкоджень: були повністю зруйновані дах, тильний фасад, внутрішні стіни та перекриття між останніми поверхами, пошкоджені балкони, вікна, двері та сходова клітка.
Незабаром після атаки міська влада Львова оголосила ініціативу для бізнесу «Візьми будинок під опіку»: конкретна фірма обирає конкретний будинок і допомагає його відновити. У межах цієї ініціативи мережа супермаркетів АТБ зголосилася профінансувати відбудову будинку № 44-А та виділила на це 11,8 млн грн. Завдяки тому, що будинок не мав статусу пам'ятки архітектури і для його відбудови не потрібно погодження з Міністерством культури, будівельні роботи вдалося почати швидко — вже 22 жовтня того ж року. Станом на початок грудня того ж року будинок відбудували вже на 80 %, а наприкінці лютого 2025 року міська влада доповіла про завершення відбудови.

## Опис
Будинок триповерховий з мансардою, мурований, збудований у стилі пізньої сецесії з елементами неоампіру та класицизму. Фасад рустований, дещо несиметричний, завершується невисоким лучковим фронтоном. Вікна прямокутні, різного розміру, облямовані фігурними лиштвами, на другому-третьому поверхах на лівій осі — здвоєні. Простір під вікнами третього поверху прикрашений гірляндами-фестонами. На другому і третьому поверхах — балкони на розвинутих кронштейнах і з кованими балюстрадами з меандрово-рослинним орнаментом. Вхідні двері розташовані лівіше від центральної осі, балкон другого поверху більший за той, що на третьому, і частково виконує функцію ґанку. Тильний фасад не декорований.